# Parafia Matki Bożej Bolesnej w Wólce Panieńskiej
Parafia Matki Bożej Bolesnej w Wólce Panieńskiej – parafia rzymskokatolicka znajdująca się w dekanacie Zamość, w diecezji zamojsko-lubaczowskiej. Została erygowana 27 czerwca 2015 roku.
Kościół parafialny został wybudowany w latach 2008–2015.
Do parafii należą wierni z następujących miejscowości: Jatutów (część), Kalinowice (część), Łabuńki-Kolonia, Wólka Panieńska (część).